# Grand’ Anse (Praslin)

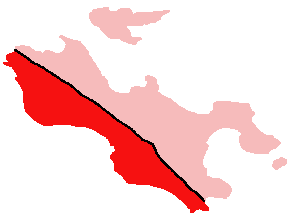
Położenie dystryktu Grand’ Anse na wyspie Praslin na Seszelach

Grand’ Anse – dystrykt na Seszelach położony w południowej części wyspy Praslin. Jego stolicą jest Grand’ Anse.